# قلعه قدیمی سرده
قلعه قدیمی سرده مربوط به سدهٔ ۶ تا ۸ ه.ق است و در شهرستان نیشابور، بخش تخت جلگه، روستای سرده واقع شده و این اثر در تاریخ ۱۶ شهریور ۱۳۸۳ با شمارهٔ ثبت ۱۱۱۳۱ به‌عنوان یکی از آثار ملی ایران به ثبت رسیده است.